# Комаров Павло Тимофійович
Павло Тимофійович Комаров (нар. 12 липня 1898, станція Подсолнечная Миколаївської залізниці (село Солнечная Гора) Московської губернії, тепер місто Солнечногорськ Московської області, Російська Федерація — 2 травня 1983, місто Москва) — радянський партійний і державний діяч, перший секретар Вологодського і Саратовського обласних комітетів ВКП(б), заступник голови Комітету партійного контролю при ЦК ВКП(б). Кандидат у члени ЦК ВКП(б) в 1939—1961 роках. Депутат Верховної Ради СРСР 1—2-го, 4—5-го скликань.

## Біографія
Народився 30 червня (12 липня) 1898 року в родині шевця-кустаря. У 1911 році закінчив трикласну початкову школу при станції Подсолнечная Московської губернії.
У жовтні 1911 — травні 1912 року — хлопчик за наймом на скляному заводі Балкашина на станції Подсолнечная. У травні 1912 — вересні 1916 року — учень шевця на станції Подсолнечная Московської губернії. У вересні 1916 — січні 1917 року — швець за наймом Московської взуттєвої фабрики Всеросійського земського союзу Замоскворецького району міста Москви.
У січні 1917 — травні 1918 року — рядовий лейб-гвардії Литовського полку російської армії в Петрограді і на Південно-Західному фронті. Учасник Першої світової війни.
У червні 1918 — липні 1920 року — командир кулеметного взводу надзвичайної охорони і 33-го стрілецького полку РСЧА в місті Петрограді. Учасник Громадянської війни в Росії.
Член РКП(б) з липня 1920 року.
У липні 1920 — березні 1921 року — курсант і кулеметник автооборони взводу штабу військ Внутрішньої охорони республіки (ВОХР) 10-ї стрілецької дивізії у Москві і Єлисаветграді. У березні — липні 1921 року — політпрацівник 19-ї стрілецької бригади у Міському районі міста Петрограда. У липні 1921 — січні 1922 року — уповноважений Московського губернського управління військово-продовольчого постачання частин Червоної армії (Упродмосгуб) Міського району Москви.
У січні 1922 — листопаді 1923 року — швець, партійний працівник Московської взуттєвої фабрики № 4 в Бауманському районі Москви.
У листопаді 1923 — лютому 1925 року — секретар осередку ВКП(б) Московського авіаційного заводу № 24 імені Фрунзе в Бауманському районі Москви.
У лютому 1925 — січні 1928 року — заступник завідувача організаційно-інструкторського відділу Бауманського районного комітету ВКП(б) міста Москви.
У січні 1928 — грудні 1929 року — відповідальний секретар виконавчого комітету Бауманського районної Ради міста Москви.
У грудні 1929 — серпні 1930 року — голова виконавчого комітету Калузької окружної Ради.
5 серпня 1930 — 7 січня 1931 року — голова Бауманської районної Ради міста Москви.
У січні — 8 травня 1931 року — голова Сталінської районної Ради міста Москви.
У травні 1931 — лютому 1932 року — керуючий тресту «Мосремонт», уповноважений Московського міського комітету ВКП(б) і Московського міської Ради по відновленню і реконструкції житлового фонду.
У лютому 1932 — лютому 1934 року — керуючий тресту «Мосводопровід».
У лютому 1934 — січні 1935 року — уповноважений Московського міської Ради по Метробуду (з підготовки до пуску та експлуатації Московського метрополітену).
26 грудня 1934 — 21 квітня 1936 року — голова Пролетарської районної Ради міста Москви.
У травні 1936 — серпні 1937 року — 1-й секретар Красногвардійського районного комітету ВКП(б) міста Москви.
11 серпня 1937 — 29 березня 1938 року — 1-й заступник голови Московської міської Ради.
У листопаді 1937 — 7 червня 1938 року — 1-й секретар Організаційного бюро ЦК ВКП(б) по Вологодській області. 12 червня 1938 — квітень 1942 року — 1-й секретар Вологодського обласного комітету ВКП(б).
9 липня 1942 — 17 грудня 1948 року — 1-й секретар Саратовського обласного комітету ВКП(б).
У грудні 1948 — січні 1950 року — слухач курсів перепідготовки секретарів обкомів, крайкомів і ЦК компартій союзних республік при ЦК ВКП(б) у Москві.
У січні 1950 — липні 1951 року — інспектор ЦК ВКП(б) і заступник секретаря партійного комітету при секретаріаті ЦК ВКП(б).
У липні 1951 — листопаді 1952 року — заступник міністра заготівель СРСР.
У листопаді 1952 — червні 1959 року — заступник голови Комітету партійного контролю при ЦК КПРС. Одночасно, з лютого 1954 по червень 1959 року — заступник голови Комісії із призначення персональних пенсій при Раді Міністрів СРСР. У 1954—1956 роках — виконувач обов'язків голови Комітету партійного контролю при ЦК КПРС.
З червня 1959 року — персональний пенсіонер союзного значення у Москві. Похований на Троєкуровському цвинтарі Москви.

## Нагороди та звання
- орден Трудового Червоного Прапора
- орден Вітчизняної війни ІІ ст.